# Sören Lillkung
Sören Alf Johan Lillkung, född 21 juni 1962 i Jakobstad, är en finländsk sångare (baryton) och skolman. 
Lillkung blev politices magister vid Åbo Akademi 1989. Han bedrev även sångstudier vid Sibelius-Akademin 1987–1995; han erhöll diplom i sång 1993 och blev musikmagister 1995. Han grundade 1988 ungdomskören His Masters Noice, som han ledde till 1993. Han blev frilanssångare och sånglärare vid Teaterhögskolan 1989 och vid Åbo yrkeshögskola 1998. Han blev rektor för Jakobstadsnejdens musikinstitut 1999, var koordinator för stadens musikundervisning (musikinstitutet, yrkesinstitutet och yrkeshögskolan) med hänsyn till utbildningsbehovet i hela Svenskfinland 2004–2007 och blev projektombudsman på Svenska kulturfonden 2009.